# Eringsboda kapell

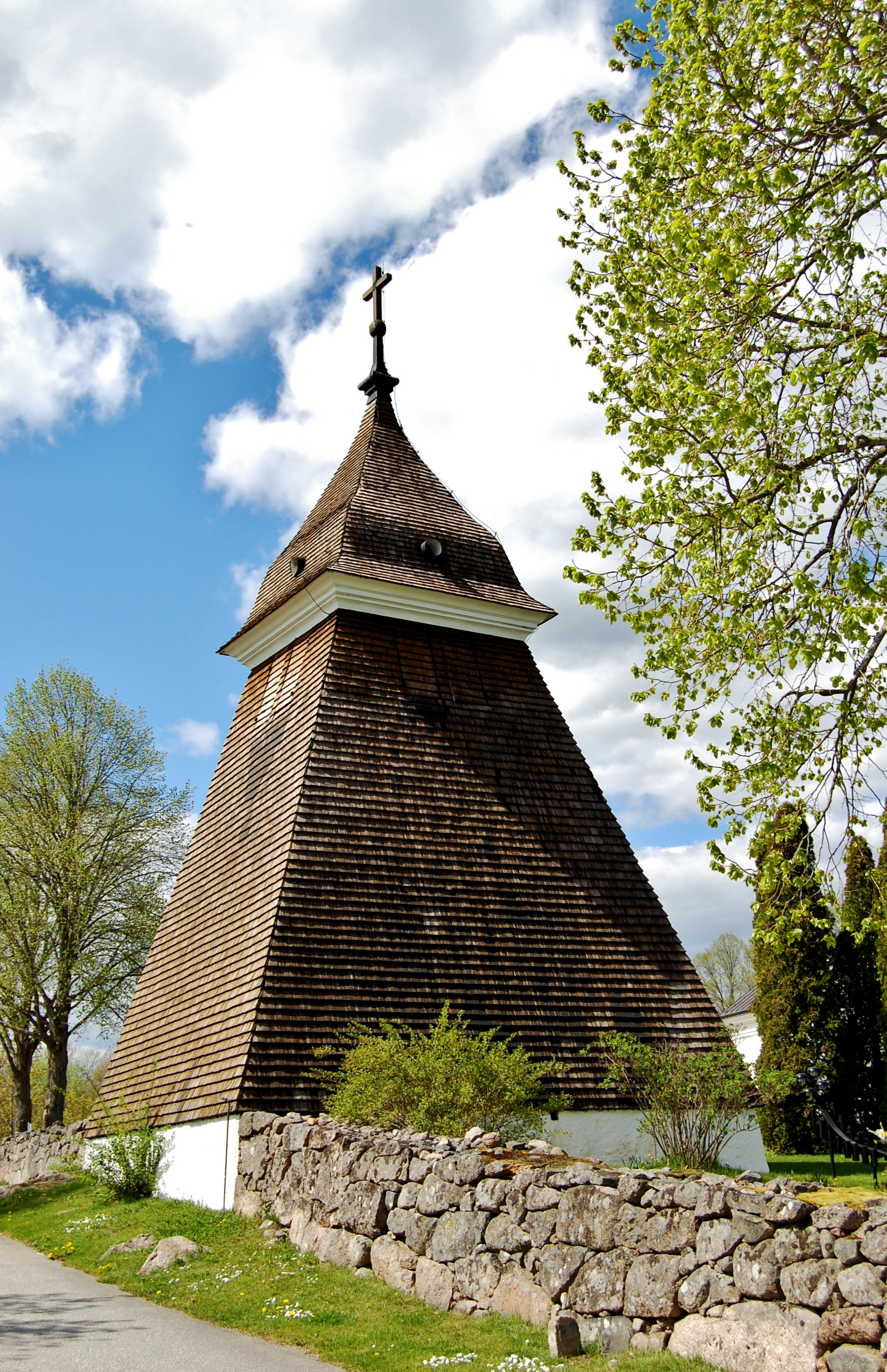
Eringsboda kapells klockstapel, sedermera vid Eringsboda kyrka

Eringsboda kapell var ett kapell i Eringsboda församling. Kapellet revs när Eringsboda kyrka uppfördes 1847-1849.

## Kyrkobyggnaden
Kapellet uppfördes i timmer efter att de boende i området klagat på den långa vägen till kyrkan i Tving, ca 2 mil. Efter att 22 hemmansägare gjort ett sammanskott kunde byggnaden uppföras på Södra Eringsbodas ägor. Kapellet invigdes 15 oktober 1738, tjugonde söndagen efter Trefaldighet,. Kapellet invigdes av häradsprosten Jansenius och gudstjänsten hölls av kyrkoherden Pehr Hegerman.
Inledningsvis hade kapellet ingen klockstapel, utan sammanringningen skedde med hjälp av en liten klocka som man hängt upp i ett träd. År 1780 uppfördes så en klockstapel och ytterligare en klocka inköptes. Klockstapeln står fortfarande kvar och försågs 1880 med en storklocka. Sammanringning sker inte längre med den minsta, ursprungliga klockan, utan med de två större klockorna.
Någon egen prästman fick inte kapellet. Istället hölls gudstjänsterna av prästen i Tving. År 1740 fick denne, genom testamente från Måns Lind och hans hustru Helene Blackstadius, ersättning genom att uppbära räntan från frälsehemmanet Fösingsmåla i Älmeboda socken.

## Inventarier
- Kapellets målningar i på tak och vägar utfördes av båtsmannen Sven Sexpenning.
- Minnestavla men inskriptionen: "När man skrev 1736 efter det Frälsaren födder var, Konung Fredrik kronan bar, Till hjälp drottning Ulrica var, Karl Fredrik Högblad Landsens Fader var, Doctor Andreas Rydelius Bishop, Prost Samuel Lycovius, Comminister Herr magister Nicolaus Haan, Klockare Andreas Kullberg var, Uppbyggd med Ola Åkesson Löfs i Repemåla omkostnad år 1736. Målad av Sven Sexpenning."